# Fredric Wertham
Fredric Wertham   (Nuremberg, 20 de març de 1895 - Pennsilvània, 18 de novembre de 1981) Fredric Wertham, fou un psiquiatre alemany, nacionalitzat estatunidenc, protagonista d'una croada per protestar contra els suposats efectes nocius dels mitjans de comunicació de masses, i dels còmics en particular, en el desenvolupament dels nens. El seu llibre més conegut va ser La seducció de l'innocent (1954), que va conduir a una comissió d'investigació del Congrés dels Estats Units contra la indústria dels còmics i la creació del Comics Code.

## Biografia
Wertham va néixer el 20 de març de 1895 a Nuremberg, Alemanya, i va estudiar a Múnic, Erlangen i Londres. Es va graduar per la Universitat de Würzburg el 1921. Les més importants influències en la seva carrera com a psiquiatre provenen de Sigmund Freud, amb qui va mantenir correspondència, i Emil Kraepelin. En el seu treball a la Clínica Kraepelin, Wertham es va amarar de la llavors nova idea que l'entorn i el rerefons social exercien un gran efecte en el desenvolupament psicològic. El 1922, va acceptar una invitació per anar als Estats Units i treballar amb  Adolf Meyer a la Clínica psiquiàtrica Phipps al Johns Hopkins Hospital a Baltimore, Maryland. Es va traslladar a Nova York el 1932 per acceptar un lloc de personal d'alt nivell superior a la Bellevue Mental Hygiene Clinic, la clínica psiquiàtrica relacionada amb el Tribunal de Sessions Generals de Nova York en què tots els delinqüents condemnats rebien un examen psiquiàtric que es feia servir a tribunal.
Poc després de començar el seu treball a Nova York Wertham va entrar en l'escena pública com a testimoni qualificat en el judici del famós assassí en sèrie Albert Fish. Fish va ser un psicòpata, masoquista, abusador de nens i caníbal que va assassinar almenys a quinze nens, i la seva mateixa infància es va veure marcada pels abusos i la malaltia mental. Wertham va dir que no coneixia cap cas comparable en la seva llarga experiència, i que Fish era l'ésser humà més trasbalsat que havia vist. Malgrat el testimoni de Wertham, Fish va ser declarat entenimentat i executat. Posteriorment Wertham va relatar el cas de Fish i la seva participació en altres judicis d'assassinat en el seu llibre de 1949, The Show of Violence (L'Espectacle de la violència).
El primer llibre de Wertham, The Brain as an Organ (El cervell com a òrgan) (1934), va ser un estudi general sobre la malaltia mental basat en les teories de Kraepalin. Però el treball de Wertham amb joves problemàtics i l'interès clínic en la cultura popular va fer que aviat centrés la seva atenció en les influències negatives dels mitjans de comunicació de masses. El seu llibre de 1941, Dark Legend (Llegenda negra), posteriorment adaptada com a obra de teatre, es va basar en la història real d'un assassí de 17 anys que, segons Wertham, posseïa una fosca vida interior plena d'una fantasia basada en les pel·lícules, serials de la ràdio i els còmics. Els còmics eren extraordinàriament populars entre els joves de l'època, així que no era rar que els joves criminals també els consumissin en grans quantitats, però Wertham va posar l'èmfasi en aquest fet i va veure una sinistra connexió.
Wertham va començar a escriure en llibres i revistes exclusivament sobre l'efecte nociu dels mitjans de comunicació, i dels còmics en particular. No estava sol en les seves crítiques, però com a metge respectat que havia estat cridat a testificar en judicis i audiències del govern, la seva opinió tenia un gran pes. Seduction of the Innocent (La seducció de l'innocent) (1954), i posteriors testimonis públics de Wertham sobre els còmics, representen el moment àlgid de la seva influència pública.

## La seducció de l'innocenti les audiències del Senat

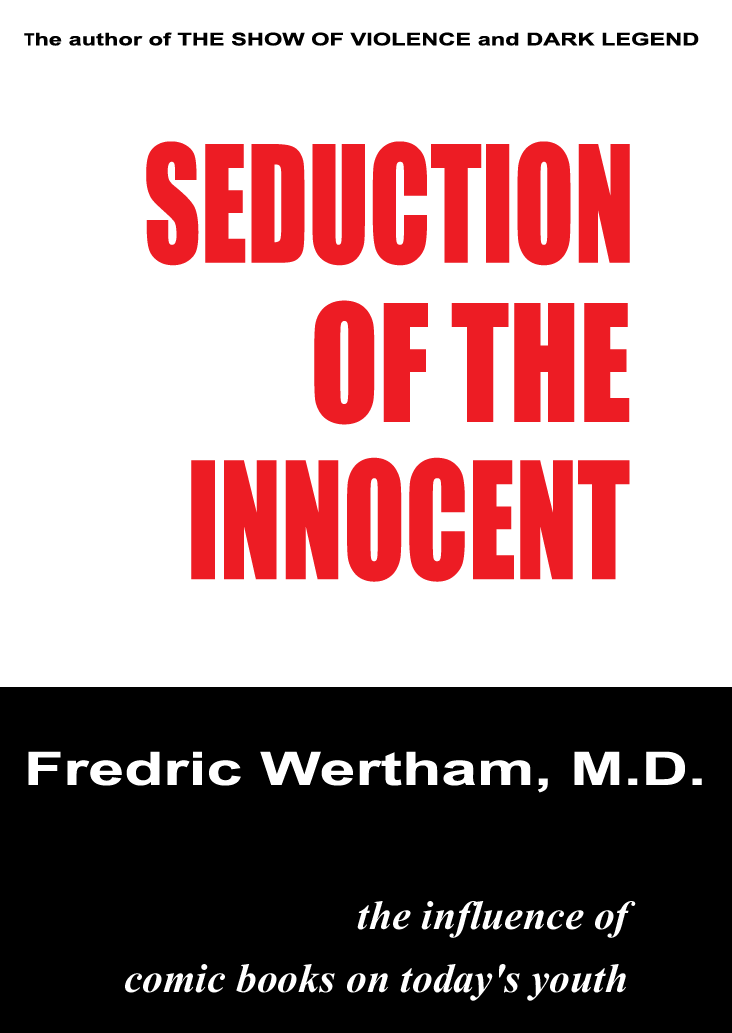
La seducció de l'innocent.

La seducció de l'innocent descrivia les representacions explícites i encobertes de violència, sexe, consum de drogues i una altra temàtica adulta dins dels "còmics de crims", un terme que Wertham usava per descriure no només els títols populars de gàngsters i assassinats de l'època, sinó també als de superherois i els de terror. Va arribar a afirmar, sobretot basant-se en casos anecdòtics mal documentats, que la lectura d'aquest material provocava conductes similars en els nens.
Els còmics, especialment els títols de crims i terror, amb EC Comics al capdavant, abundaven en imatges truculentes; Wertham les reproduïa exhaustivament, apuntant en el fet que veia imatges morboses recurrents, com ara les "agressions als ulls". Moltes de les seves altres conjectures, particularment les de les al·lusions sexuals ocultes (per exemple imatges de nus femenins ocults en els dibuixos dels músculs i en l'escorça dels arbres, o Batman i Robin vistos com a amants homosexuals), van ser rebudes amb hilaritat entre la indústria del còmic. Wertham afirmava que Wonder Woman tenia una segona lectura relacionada amb la submissió i la bondat, una cosa que en certa manera ja havia estat més ben documentat pel seu creador William Moulton Marston, que havia admès això mateix. Tot i això, Wertham també va afirmar que la força i la independència de Wonder Woman posaven de manifest el seu caràcter de lesbiana. Segons paraules de Wertham: "Els còmics en el pitjor dels casos són demoníacs, en el millor simple escombraries".
La commoció creada per aquest llibre i les anteriors credencials de Wertham com a testimoni qualificat van fer inevitable que comparegués davant el Subcomitè del Senat sobre Delinqüència Juvenil, presidit per Estes Kefauver que havia iniciat una croada contra el crim. En el seu prolongat testimoni davant el comitè, Wertham va repetir els arguments del seu llibre i va apuntar als còmics com una de les causes principals dels crims juvenils. Les preguntes al següent testimoni, l'editor de l'EC, William Gaines, es van centrar en escenes violentes del tipus que Wertham havia descrit. Encara que l'informe final del comitè no va acusar les historietes de la comissió de crims, va recomanar que la indústria dels còmics rebaixés el to dels seus continguts voluntàriament; veient això com una amenaça vetllada a una possible censura, els editors van desenvolupar el Comics Code Authority per autocensurar els seus propis continguts. El Codi no només prohibia les imatges violentes, sinó paraules concretes i conceptes (per exemple "terror" i "zombis"), i obligava al fet que els criminals haurien de ser sempre castigats. Això va destruir molts dels títols de l'EC i similars, el que va deixar a la indústria reduïda a un asèptic petit grup de còmics de superherois com a líders del mercat. Molts historiadors del còmic veuen en l'adopció del Comics Code un mitjà de les editorials que fins aleshores havien dominat el mercat per destruir EC Comics, que en aquest moment despuntava poderosament en vendes. Wertham va arribar a opinar que el Comics Code li semblava inadequat.

## Darrers anys
La visió de Wertham sobre els mitjans de massa va enfosquir completament les seves més àmplies preocupacions respecte a la protecció de la infància contra el dany psicològic. Els seus articles sobre els efectes de la segregació racial es van utilitzar com a prova en el Tribunal Suprem en el cas Brown contra La Junta d'Educació, i part del seu llibre de 1966, A Sign for Cain (Un senyal per a Caín) carregava contra la professió mèdica per la seva implicació en l'Holocaust.
Wertham sempre va negar que afavorís la censura o que tingui res contra els còmics en principi, i a la dècada del 1970 va centrar el seu interès en els aspectes benignes de la subcultura del fandom del còmic. En el seu darrer llibre, The World of Fanzines (El món dels fanzines) (1974), va arribar a la conclusió que els fanzines eren "una manera constructiva i sana d'exercitar la creativitat". Això va fer que Wertham fos convidat a la Convenció de l'Art del Còmic de Nova York. Vist encara com un enemic entre els fans del còmic d'aquesta època, Wertham es va trobar durant la convenció amb el recel del públic i amb comentaris impertinents, així que va deixar d'escriure sobre els còmics a partir de llavors. Va morir el 18 de novembre de 1981.

## Wertham a la ficció
Una representació fictícia dels atacs inspirats per Wertham a la indústria del còmic abasta part de la novel Les sorprenents aventures de Kavalier i Clay. Wertham i les audiències de Kefauver han estat llargament parodiades en aquests còmics, especialment en el còmic underground de 1977, Dr Wirtham's Comix & Stories, a The Maximortal de Rick Veitch i en un especial de Els Simpson sobre l'Home radioactiu publicat per Bongo Comics. També va ser representat en la minisèrie Fanboy, primer venent còmics utilitzats per la seva investigació, i després testificant que els còmics no eren perillosos, oposant-se a les seves primeres opinions en el judici al personatge del títol per haver venut un còmic per adults a un menor.
Wertham també va ser parodiat a Eightball de Daniel Clowes. La tira còmica il·lustrava alguns dels punts clau de Wertham, però després mostrava que molts dels col·leccionistes de còmics eren uns frikis inofensius, incapaços d'involucrar-se en una conducta criminal. El popular Dr Fredrik Wertham Blink editada per Dark Tower, és una crítica del món superheroic i la psiquiatria és una clar homenatge i paròdia al dr Wertham.